# Tango nuevo
Tango nuevo är en genre inom tangomusiken som skapades av Astor Piazzolla. De första verken härstammar från 1950-talet.
Termen tango nuevo har sedan 1990-talet också använts för att beskriva en särskild form av tangopedagogik, där dansen delas upp i små beståndsdelar, vilka sedan sätts ihop på så många sätt som möjligt. Gustavo Naveira (med sin Tango Investigation Group) och Chicho Frumboli är framstående företrädare för denna pedagogik.
Tango nuevo (eller "nuevo tango") används i dagligt tal även i många betydelser som svarar mot den ordagranna översättningen "ny tango", exempelvis om elektrotango eller om dansstilar som innfattar mindre traditionella steg och rörelser.